# Verein für Leibesübungen von 1899 1980-1981
Questa voce raccoglie le informazioni riguardanti il Verein für Leibesübungen von 1899 nelle competizioni ufficiali della stagione 1980-1981.

## Stagione
Nella stagione 1980-1981 l'Osnabrück, allenato da Werner Biskup, concluse il campionato di 2. Bundesliga al 6º posto. In Coppa di Germania l'Osnabrück fu eliminato agli ottavi di finale dallo Stoccarda.

## Rosa
| N. |                     | Ruolo | Calciatore            |
| -- | ------------------- | ----- | --------------------- |
|    | Germania (bandiera) | P     | Rolf Meyer            |
|    | Germania (bandiera) | P     | Uwe Seiler            |
|    | Germania (bandiera) | D     | Lothar Gans           |
|    | Germania (bandiera) | D     | Karl-Friedrich Wessel |
|    | Belgio (bandiera)   | C     | Antoine Fagot         |
|    | Germania (bandiera) | C     | Peter Harth           |
|    | Germania (bandiera) | C     | Dieter Hochheimer     |
|    | Germania (bandiera) | C     | Rainer Knopp          |
|    | Germania (bandiera) | C     | Ralf Lehmann          |
|    | Germania (bandiera) | C     | Walter Nieporte       |

| N. |                      | Ruolo | Calciatore         |
| -- | -------------------- | ----- | ------------------ |
|    | Croazia (bandiera)   | C     | Vitomir Rogoznica  |
|    | Germania (bandiera)  | C     | Butje Rosenfeld    |
|    | Danimarca (bandiera) | C     | Niels Tune-Hansen  |
|    | Germania (bandiera)  | A     | Horst Feilzer      |
|    | Germania (bandiera)  | A     | Mario Laubinger    |
|    | Germania (bandiera)  | A     | Michael Lorenz     |
|    | Germania (bandiera)  | A     | Detlef Olaidotter  |
|    | Germania (bandiera)  | A     | Franz-Josef Pieper |
|    | Germania (bandiera)  | A     | Ralf von Diericke  |

## Organigramma societario
Area tecnica
- Allenatore: Werner Biskup
- Allenatore in seconda:
- Preparatore dei portieri:
- Preparatori atletici:

## Calciomercato

### Sessione estiva
| Acquisti | Acquisti          | Acquisti         | Acquisti |
| R.       | Nome              | da               | Modalità |
| -------- | ----------------- | ---------------- | -------- |
| C        | Antoine Fagot     | Wuppertal        |          |
| C        | Vitomir Rogoznica | Arminia Hannover |          |

| Cessioni | Cessioni             | Cessioni          | Cessioni |
| R.       | Nome                 | a                 | Modalità |
| -------- | -------------------- | ----------------- | -------- |
| D        | Hans-Georg Brinkrolf | Gütersloh         |          |
| C        | Holger Gerth         | Oldenburg         |          |
| C        | Wolfgang Loos        | ASC Schöppingen   |          |
| D        | Wolfgang Schröder    | Atlas Delmenhorst |          |

### Sessione invernale
| Acquisti | Acquisti | Acquisti | Acquisti |
| R.       | Nome     | da       | Modalità |
| -------- | -------- | -------- | -------- |

| Cessioni | Cessioni | Cessioni | Cessioni |
| R.       | Nome     | a        | Modalità |
| -------- | -------- | -------- | -------- |

## Risultati

### 2. Bundesliga

#### Girone di andata
| Arbitro: | Horeis |

|                  |           |  |
| Feilzer 57’, 75’ | Marcatori |  |

| Arbitro: | Waltert |

|                     |           |               |
| Schatzschneider 40’ | Marcatori | 67’ Rogoznica |

| Arbitro: | Mölm |

|                                               |           |                           |
| Lorenz 36’ Feilzer 72’ (rig.) Tune-Hansen 80’ | Marcatori | 9’, 60’ Kunkel 65’ Patzke |

| Arbitro: | Kespohl |

|             |           |                         |
| Brendel 79’ | Marcatori | 44’, 88’ (rig.) Feilzer |

| Arbitro: | Stark |

|  |           |                    |
|  | Marcatori | 70’ (rig.) Feilzer |

| Arbitro: | Uhlig |

|            |           |  |
| Wessel 55’ | Marcatori |  |

| Arbitro: | Schütte |

|                 |           |  |
| Stolzenburg 85’ | Marcatori |  |

| Arbitro: | Osmers |

|                                            |           |             |
| Feilzer 31’, 48’ Lorenz 83’ Olaidotter 90’ | Marcatori | 30’ Poesger |

| Arbitro: | Kespohl |

|                      |           |                                                                             |
| Segler 8’ Künkel 20’ | Marcatori | 5’, 33’ Tune-Hansen 10’ Lehmann 37’ Fagot 48’ Olaidotter 90’ (rig.) Feilzer |

| Arbitro: | Wuttke |

|                                     |           |             |
| Lehmann 43’ Feilzer 54’ (rig.), 81’ | Marcatori | 30’ Mentzel |

| Arbitro: | Wahmann |

|                                                     |           |  |
| Thomas 11’ Kehr 28’, 70’ Clute-Simon 63’ Stradt 82’ | Marcatori |  |

| Arbitro: | Glasneck |

|                            |           |          |
| Lehmann 2’ Tune-Hansen 26’ | Marcatori | 88’ Borg |

| Arbitro: | Eschenbach |

|                     |           |                                         |
| Rischker 68’ (rig.) | Marcatori | 9’ Fagot 12’ Tune-Hansen 17’ Olaidotter |

| Arbitro: | Retzmann |

|                                |           |  |
| Feilzer 48’, 63’ Rogoznica 57’ | Marcatori |  |

| Arbitro: | Wippker |

|                       |           |                          |
| Fischer 56’ Pache 59’ | Marcatori | 7’ Lorenz 15’ Olaidotter |

| Arbitro: | Möller |

|                       |           |  |
| Feilzer 48’ Fagot 75’ | Marcatori |  |

| Arbitro: | Barnick |

|             |           |  |
| Leifken 84’ | Marcatori |  |

| Arbitro: | Milkert |

|                                             |           |  |
| Feilzer 14’ (rig.) Olaidotter 57’ Fagot 75’ | Marcatori |  |

| Arbitro: | Fiene |

|                         |           |                    |
| Kaminsky 4’ Diemand 68’ | Marcatori | 89’ (rig.) Feilzer |

| Arbitro: | Osmers |

|                           |           |  |
| Lehmann 8’ Hochheimer 33’ | Marcatori |  |

| Arbitro: | Kopka |

|                                   |           |             |
| Kostedde 23’ Meier 50’ Bracht 61’ | Marcatori | 75’ Feilzer |

#### Girone di ritorno
| Lüdenscheid 3 gennaio 1981 22ª giornata | Rot-Weiß Lüdenscheid | 0 – 0 referto | Osnabrück | Stadion Nattenberg (700 spett.)\| Arbitro: \| Gathmann \| |
| Arbitro:                                | Gathmann             |               |           |                                                           |

| Osnabrück 10 gennaio 1981 23ª giornata | Osnabrück | 0 – 0 referto | Hannover 96 | Stadion an der Bremer Brücke (8 100 spett.)\| Arbitro: \| Welling \| |
| Arbitro:                               | Welling   |               |             |                                                                      |

| Arbitro: | Puchalski |

|             |           |                  |
| Steiner 47’ | Marcatori | 51’, 52’ Feilzer |

| Arbitro: | Kohnen |

|                      |           |  |
| Bittner 45’ Mars 64’ | Marcatori |  |

| Arbitro: | Eschweiler |

|             |           |                                          |
| Lehmann 77’ | Marcatori | 10’, 52’ Meier 63’ Möhlmann 76’ Konschal |

| Arbitro: | Zimmermann |

|                                                    |           |  |
| Feilzer 38’ (rig.), 65’ (rig.), 68’ Olaidotter 58’ | Marcatori |  |

| Arbitro: | Diekert |

|                         |           |                                  |
| Rogoznica 14’ Fagot 78’ | Marcatori | 28’ Stolzenburg 32’ Schlumberger |

| Oldenburg 7 marzo 1981 29ª giornata | Oldenburg | 0 – 0 referto | Osnabrück | Marschweg-Stadion (7 000 spett.)\| Arbitro: \| Ohmsen \| |
| Arbitro:                            | Ohmsen    |               |           |                                                          |

| Arbitro: | Kespohl |

|                                                         |           |             |
| Rogoznica 50’ Rosenfeld 53’ Albert 59’ (aut.) Fagot 66’ | Marcatori | 40’ Ochmann |

| Arbitro: | Risse |

|                   |           |                             |
| Werres 10’ (rig.) | Marcatori | 40’ Lehmann 73’ (aut.) Sauk |

| Arbitro: | Teichert |

|  |           |                 |
|  | Marcatori | 48’ Clute-Simon |

| Arbitro: | Burgers |

|                          |           |                         |
| Keute 49’ Merkhoffer 54’ | Marcatori | 73’ Lehmann 74’ Feilzer |

| Arbitro: | Fiene |

|                                               |           |             |
| Olaidotter 60’ Hochheimer 64’ Tune-Hansen 90’ | Marcatori | 52’ Gerland |

| Arbitro: | Malbranc |

|               |           |                            |
| Wendlandt 37’ | Marcatori | 16’ Feilzer 52’ Olaidotter |

| Arbitro: | Kasperowski |

|                                                   |           |  |
| Hochheimer 65’ Tune-Hansen 68’ Feilzer 85’ (rig.) | Marcatori |  |

| Arbitro: | Wichmann |

|                      |           |                |
| Hupe 62’ Metzger 73’ | Marcatori | 78’ Hochheimer |

| Arbitro: | Ahlenfelder |

|                |           |                      |
| Olaidotter 89’ | Marcatori | 31’, 81’ Vittinghoff |

| Arbitro: | Möller |

|                           |           |  |
| Killmaier 5’ Wesseler 85’ | Marcatori |  |

| Arbitro: | Holzweißig |

|                                        |           |  |
| Feilzer 49’, 60’ Fagot 64’ Lehmann 80’ | Marcatori |  |

| Arbitro: | Mölm |

|                 |           |             |
| Feilzer 6’, 53’ | Marcatori | 85’ Brocker |

| Arbitro: | Winkler |

|                 |           |             |
| Patzke 64’, 76’ | Marcatori | 68’ Feilzer |

### Coppa di Germania
| Arbitro: | Möller |

|                                  |           |  |
| Tune-Hansen 116’ Olaidotter 118’ | Marcatori |  |

| Arbitro: | Eli |

|               |           |                                                          |
| Diederich 83’ | Marcatori | 14’, 29’, 34’ Fagot 23’ Lehmann 51’, 77’, 81’ Olaidotter |

| Arbitro: | Scheffner |

|  |           |            |
|  | Marcatori | 48’ Lorenz |

| Arbitro: | Gabor |

|                |           |                                        |
| Hochheimer 89’ | Marcatori | 24’ Sătmăreanu 36’ Müller 56’ Allgöwer |

## Statistiche

### Statistiche di squadra
| Competizione      | Punti | In casa | In casa | In casa | In casa | In casa | In casa | In trasferta | In trasferta | In trasferta | In trasferta | In trasferta | In trasferta | Totale | Totale | Totale | Totale | Totale | Totale | DR  |
| Competizione      | Punti | G       | V       | N       | P       | Gf      | Gs      | G            | V            | N            | P            | Gf           | Gs           | G      | V      | N      | P      | Gf     | Gs     | DR  |
| ----------------- | ----- | ------- | ------- | ------- | ------- | ------- | ------- | ------------ | ------------ | ------------ | ------------ | ------------ | ------------ | ------ | ------ | ------ | ------ | ------ | ------ | --- |
| 2. Bundesliga     | 52    | 21      | 15      | 3       | 3       | 49      | 18      | 21           | 7            | 5            | 9            | 27           | 32           | 42     | 22     | 8      | 12     | 76     | 50     | +26 |
| Coppa di Germania | -     | 2       | 1       | 0       | 1       | 3       | 3       | 2            | 2            | 0            | 0            | 8            | 1            | 4      | 3      | 0      | 1      | 11     | 4      | +7  |
| Totale            | 52    | 23      | 16      | 3       | 4       | 52      | 21      | 23           | 9            | 5            | 9            | 35           | 33           | 46     | 25     | 8      | 13     | 87     | 54     | +33 |

### Andamento in campionato
| Giornata  | 1 | 2 | 3 | 4 | 5 | 6 | 7 | 8 | 9 | 10 | 11 | 12 | 13 | 14 | 15 | 16 | 17 | 18 | 19 | 20 | 21 | 22 | 23 | 24 | 25 | 26 | 27 | 28 | 29 | 30 | 31 | 32 | 33 | 34 | 35 | 36 | 37 | 38 | 39 | 40 | 41 | 42 |
| --------- | - | - | - | - | - | - | - | - | - | -- | -- | -- | -- | -- | -- | -- | -- | -- | -- | -- | -- | -- | -- | -- | -- | -- | -- | -- | -- | -- | -- | -- | -- | -- | -- | -- | -- | -- | -- | -- | -- | -- |
| Luogo     | C | T | C | T | T | C | T | C | T | C  | T  | C  | T  | C  | T  | C  | T  | C  | T  | C  | T  | T  | C  | T  | T  | C  | C  | C  | T  | C  | T  | C  | T  | C  | T  | C  | T  | C  | T  | C  | C  | T  |
| Risultato | V | N | N | V | V | V | P | V | V | V  | P  | V  | V  | V  | N  | V  | P  | V  | P  | V  | P  | N  | N  | V  | P  | P  | V  | N  | N  | V  | V  | P  | N  | V  | V  | V  | P  | P  | P  | V  | V  | P  |
| Posizione | 3 | 3 | 6 | 4 | 3 | 1 | 4 | 2 | 2 | 1  | 3  | 3  | 3  | 1  | 2  | 1  | 2  | 2  | 2  | 2  | 5  | 5  | 5  | 5  | 5  | 6  | 5  | 6  | 5  | 5  | 5  | 5  | 6  | 6  | 5  | 4  | 5  | 6  | 6  | 6  | 6  | 6  |

Legenda:

Luogo: C = Casa; T = Trasferta. Risultato: V = Vittoria; N = Pareggio; P = Sconfitta.

### Statistiche dei giocatori
| Giocatore       | 2. Bundesliga | 2. Bundesliga | 2. Bundesliga | 2. Bundesliga | Coppa di Germania | Coppa di Germania | Coppa di Germania | Coppa di Germania | Totale   | Totale | Totale      | Totale     |
| Giocatore       | Presenze      | Reti          | Ammonizioni   | Espulsioni    | Presenze          | Reti              | Ammonizioni       | Espulsioni        | Presenze | Reti   | Ammonizioni | Espulsioni |
| --------------- | ------------- | ------------- | ------------- | ------------- | ----------------- | ----------------- | ----------------- | ----------------- | -------- | ------ | ----------- | ---------- |
| A. Fagot        | 36            | 7             | 3             | 0             | 3                 | 3                 | 1                 | 0                 | 39       | 10     | 4           | 0          |
| H. Feilzer      | 41            | 30            | 2             | 0             | 4                 | 0                 | 0                 | 0                 | 45       | 30     | 2           | 0          |
| L. Gans         | 41            | 0             | 5             | 0             | 4                 | 0                 | 1                 | 0                 | 45       | 0      | 6           | 0          |
| P. Harth        | 7             | 0             | 1             | 0             | 0                 | 0                 | 0                 | 0                 | 7        | 0      | 1           | 0          |
| D. Hochheimer   | 40            | 4             | 2             | 0             | 4                 | 1                 | 1                 | 0                 | 44       | 5      | 3           | 0          |
| R. Knopp        | 22            | 0             | 3             | 0             | 1                 | 0                 | 0                 | 0                 | 23       | 0      | 3           | 0          |
| M. Laubinger    | 1             | 0             | 0             | 0             | 0                 | 0                 | 0                 | 0                 | 1        | 0      | 0           | 0          |
| R. Lehmann      | 35            | 8             | 5             | 0             | 4                 | 1                 | 0                 | 0                 | 39       | 9      | 5           | 0          |
| M. Lorenz       | 36            | 3             | 5             | 0             | 4                 | 1                 | 0                 | 0                 | 40       | 4      | 5           | 0          |
| R. Meyer        | 42            | 0             | 0             | 0             | 2                 | 0                 | 0                 | 0                 | 44       | 0      | 0           | 0          |
| W. Nieporte     | 5             | 0             | 1             | 0             | 0                 | 0                 | 0                 | 0                 | 5        | 0      | 1           | 0          |
| D. Olaidotter   | 36            | 9             | 8             | 0             | 4                 | 4                 | 0                 | 0                 | 40       | 13     | 8           | 0          |
| F. Pieper       | 7             | 0             | 0             | 0             | 0                 | 0                 | 0                 | 0                 | 7        | 0      | 0           | 0          |
| V. Rogoznica    | 29            | 4             | 8             | 1             | 3                 | 0                 | 0                 | 0                 | 32       | 4      | 8           | 1          |
| B. Rosenfeld    | 41            | 1             | 2             | 0             | 4                 | 0                 | 0                 | 0                 | 45       | 1      | 2           | 0          |
| U. Seiler       | 0             | 0             | 0             | 0             | 2                 | 0                 | 0                 | 0                 | 2        | 0      | 0           | 0          |
| N. Tune-Hansen  | 41            | 7             | 1             | 0             | 4                 | 1                 | 0                 | 0                 | 45       | 8      | 1           | 0          |
| K. Wessel       | 33            | 1             | 5             | 0             | 4                 | 0                 | 0                 | 0                 | 37       | 1      | 5           | 0          |
| R. von Diericke | 8             | 0             | 0             | 0             | 1                 | 0                 | 0                 | 0                 | 9        | 0      | 0           | 0          |